# Онайда (окръг, Айдахо)
 Тази статия е за окръга в щата Айдахо.  За други значения вижте Онайда (пояснение).
Окръг Она̀йда (на английски: Oneida County) е окръг в щата Айдахо, Съединени американски щати. Площ 3112 km² (1,44% от площта на щата, 26-но място). Население – 4427 души (2017), 0,27% от населението на щата, гъстота 1,42 души/km². Административен център град Малад Сити.
Окръгът е разположен в югоизточната част на щата. На запад граничи с окръг Каша, на север – с окръг Пауър, на североизток – с окръг Банок, на изток – с окръг Франклин, на юг – с щата Юта. Релефът е предимно планински и полупустинен с преоладаваща надморска височина 1350 – 1800 m. На запад се простира хребета Субиет (връх Плезантвю Хилс 7420 f, 2261 m), а на изток, по границата с окръзите Банок и Франклин – хребета Банок
с връх Оксфорд (2834 m). В източната част, от север на юг протича пресъхващата река Литъл Малад.
Най-голям град в окръга е административният център Малад Сити 2095 души (2010 г.), в който живеят близо 50% от населението на окръга.
През окръга преминават участъци от 2 междущатски магистрали:
- Междущатска магистрала  – 26 мили (41,8 km), от юг на север, в т.ч. покрай административния център Малад Сити;
- Междущатска магистрала  – 15 мили (24,1 km), от северозапад на югоизток, н югозападната част на окръга.

Окръгът е основан на 22 януари 1864 г. и е наименуван по името на езерото Онайда в щата Ню Йорк, от бреговете на което са пристигнали първите заселници в района. Първоначално административен център на окръга е бил град Сода Спрингс (сега административен център на окръг Карибу), но през 1886 г. административен център на окръга е преместен в бързо разрастващото се селище на златотърсачите град Малад Сити.